# Amorphoscelis annulicornis
Amorphoscelis annulicornis är en bönsyrseart som beskrevs av Stal 1871. Amorphoscelis annulicornis ingår i släktet Amorphoscelis och familjen Amorphoscelidae. Inga underarter finns listade i Catalogue of Life.